# Іван Пекарик
Іван Пекарик (словац. Ivan Pekárik, 6 квітня 1952 — 28 липня 1980) — чехословацький футболіст, півзахисник.

## Футбольна кар'єра
Майже протягом усієї кар'єри виступав за братиславський «Слован» (1970–1980), з яким двічі вигравав титул чемпіона Чехословаччини (1974, 1975) і двічі Кубок країни (1972, 1974). Всього у Чехословацькій вищій лізі провів 155 матчів і забив 31 гол. Також зіграв за клуб у Кубку європейських чемпіонів 3 матчі, в Кубку УЄФА — 8 матчів і забив 2 голи. Проходив військову службу, граючи за клуб «Руда гвезда» (Хеб) у другому дивізіоні країни.
У збірній Чехословаччини до 23 років зіграв шість разів і забив один гол, ставши переможцем молодіжного чемпіонату Європи 1972 року.
У 1972–1974 роках за національну збірну Чехословаччини, провів вісім матчів і забив один гол у товариському матчі з НДР.
Помер у віці 28 років від гострої лейкемії.

## Статистика
| Ліга                                      | Ігор | Голів | Клуб                  |
| ----------------------------------------- | ---- | ----- | --------------------- |
| 1-а Чехословацька футбольна ліга 1970/71  | 1    | 0     | «Слован» (Братислава) |
| 1-а Чехословацька футбольна ліга 1971/72  | ?    | 0     | «Слован» (Братислава) |
| 1-а Чехословацька футбольна ліга 1972/73  | ?    | 6     | «Слован» (Братислава) |
| 1-а Чехословацька футбольна ліга 1973/74  | 26   | 7     | «Слован» (Братислава) |
| 1-а Чехословацька футбольна ліга 1974/75  | 25   | 0     | «Слован» (Братислава) |
| 1-а Чехословацька футбольна ліга 1975/76  | ?    | 3     | «Слован» (Братислава) |
| 1-а Чехословацька футбольна ліга 1976/77  | ?    | 2     | «Слован» (Братислава) |
| Чеська національна футбольна ліга 1977/78 | ?    | ?     | «Руда гвезда» (Хеб)   |
| 1-а Чехословацька футбольна ліга 1978/79  | 12   | 1     | «Слован» (Братислава) |
| 1-а Чехословацька футбольна ліга 1979/80  | 9    | 0     | «Слован» (Братислава) |
| Всього                                    | 155  | 31    |                       |

## Досягнення

### Клубні
- Чемпіон Чехословаччини (2): 1973/74, 1974/75
- Володар Кубка Чехословаччини (2): 1971/72, 1973/74

### У збірній
- Чемпіон Європи серед молодіжних команд: 1972